# ماريا خوسيه جايدانو
ماريا خوسيه جايدانو (بالإسبانية: María José Gaidano)‏ مواليد 25 مايو 1973 في بوينس آيرس، هي لاعبة كرة مضرب أرجنتينية سابقة بدأت مسيرتها كمحترفة سنة 1992 وكانت تلعب باليد اليمنى، اعتزلت اللعب في 2000. أعلى تصنيف لها في الفردي كان 85. أعلى تصنيف لها في الزوجي كان 87.

## روابط خارجية
- ماريا خوسيه جايدانو على موقع رابطة محترفات التنس (الإنجليزية)
- ماريا خوسيه جايدانو على موقع الاتحاد الدولي لكرة المضرب (الإنجليزية)
- ماريا خوسيه جايدانو على موقع كأس بيلي جين كينغ (الإنجليزية)
- ماريا خوسيه جايدانو على موقع خلاصة التنس.كوم (الإنجليزية)